# Estación de ferrocarril de Donetsk
La estación de Donetsk (en ucraniano: Станція Донецьк, Stantsiya Donetsʹk; en ruso: Станция Донецк, Stantsiya Donetsk) es la principal estación de ferrocarril de Donetsk, Ucrania. El edificio fue inaugurado en 1872 y se encuentra en el Raión de Kiev, en la parte norte de la ciudad.

## Historia

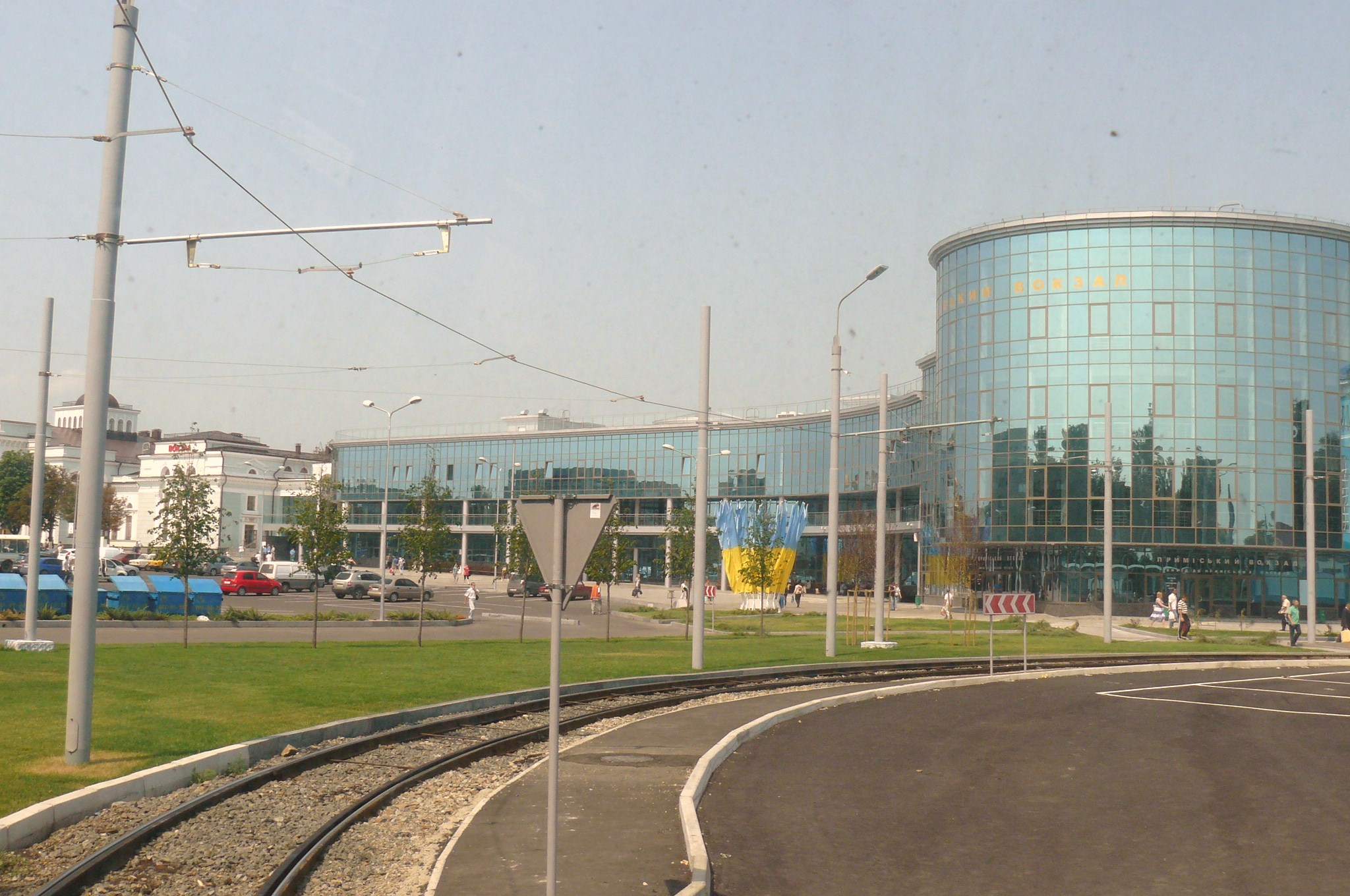
El nuevo edificio de la estación, inaugurada en 2012, y sus alrededores.

El edificio de la estación fue abierto al público en 1872. Durante la Segunda Guerra Mundial —la Gran Guerra Patria para los soviéticos— el edificio de la antigua estación fue destruido y en 1951 el arquitecto I. Vorontsov construyó una nueva estación. El edificio, de estilo monumental, tenía un esquema centro-axial tradicional de la organización espacial.
En la estación se encuentra el Museo de Historia y desarrollo ferroviario de Donetsk, que fue inaugurado el 4 de agosto de 2000 por el 130.º aniversario del ferrocarril de Donetsk. En la explanada de la estación se construyó, a finales de 2011, la iglesia ortodoxa de San Nicolás.
Con motivo de la celebración de la Eurocopa 2012, en la que Donetsk fue una de las sedes, el edificio de la estación fue totalmente renovado y ampliado. Se construyó un nuevo edificio a partir de la arquitectura moderna urbana. El 21 de mayo de 2012 la nueva estación se puso en funcionamiento. El nuevo complejo tiene un edificio principal, estaciones de cercanías y de tránsito, dos centros comerciales, dos explanadas y una nueva estación de autobuses.